# Redji
Redji est une princesse égyptienne de la IIIe dynastie. Elle n'est connue que par une statue en diorite découverte à Saqqarah et aujourd'hui conservée à Turin ; c'est le style de la statue qui a permis de dater cette dernière de la IIIe dynastie. Elle porte le titre de « fille du roi de son corps » (sȝ.t-nsw n ḫt.f).